# Scoglio Pila Nova
Lo scoglio Pila Nova è un'isola dell'Italia, in Campania.